# Liste der National Historic Landmarks in Georgia

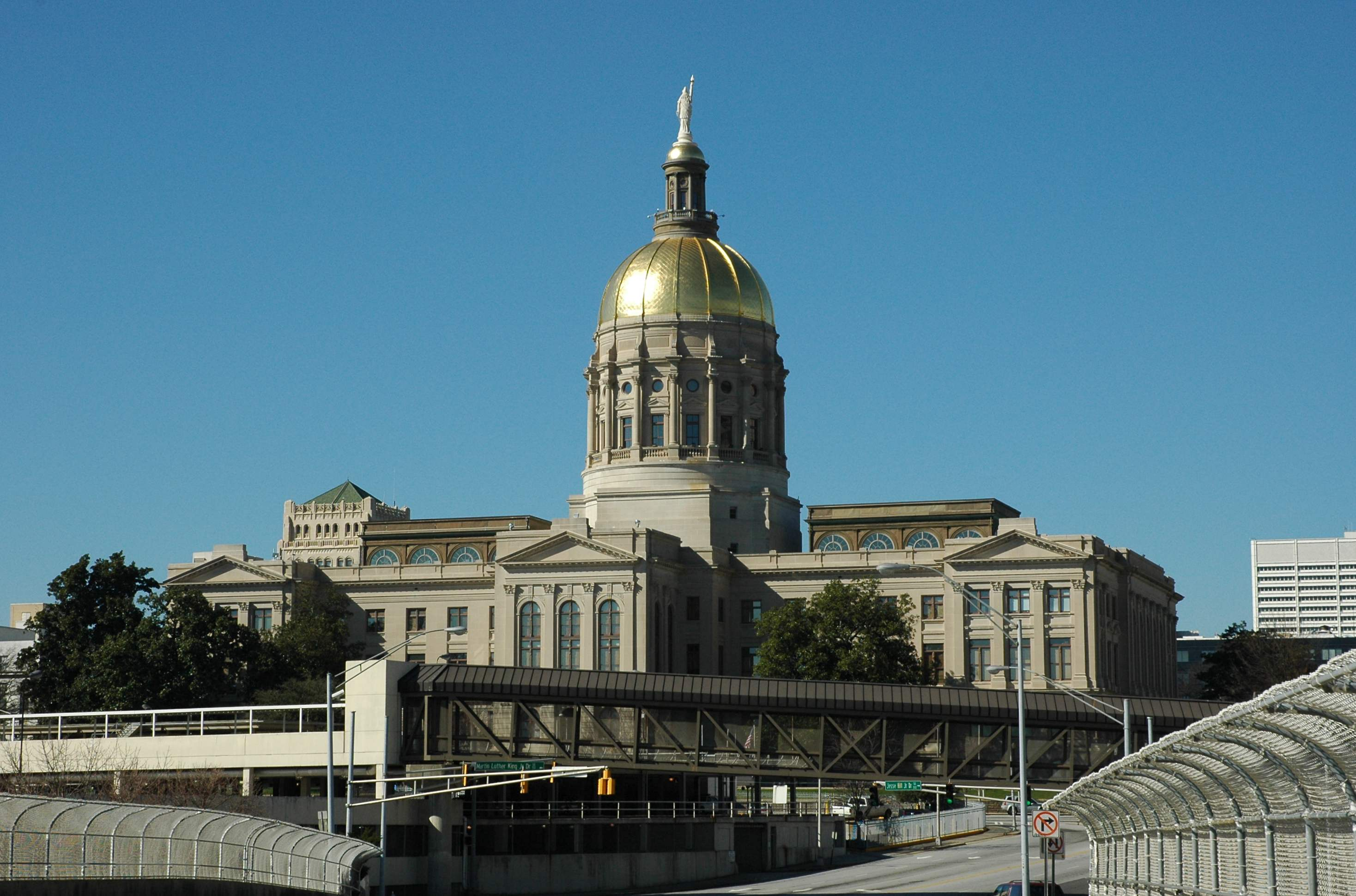
Georgia State Capitol in Atlanta.

Die Liste der National Historic Landmarks in Georgia verzeichnet die historischen Objekte und Orte, die im amerikanischen Bundesstaat Georgia als National Historic Landmark (NHL; deutsch: Nationales historisches Wahrzeichen) klassifiziert sind und unter der Aufsicht des National Park Service (NPS) stehen. Ihre besondere nationale Bedeutung hebt sie aus der Menge der anderen Kulturdenkmale im Gesamtregister historischer Stätten (National Register of Historic Places (NRHP)) der USA heraus. Die Auszeichnung wird durch das Innenministerium der Vereinigten Staaten verliehen.
Im zweiten Teil dieser Liste sind außerdem weitere Objekte aufgeführt, die – wie die Landmarks – über Georgia hinaus für die USA insgesamt historische Bedeutung haben: National Historic Sites, National Historical Parks, National Memorials und einige andere Einrichtungen sind Gebiete, Wahrzeichen oder Mahnmale in den USA, denen die Auszeichnung nicht durch das Innenministerium, sondern direkt durch Gesetze des Kongresses oder Anordnungen des Präsidenten verliehen wurde. Solche historischen Monumente stehen zwar meist ebenfalls unter dem Schutz des National Park Service, sie wurden aber normalerweise nicht zusätzlich noch zum NHL erklärt; oft wurde deren Schutzstatus bereits vor Einführung des Landmarks-Programms 1960 verliehen. Die nationalen Monumente dieser Art nennt der National Park Service im Anhang der NHL-Liste zu Georgia.

## National Historic Landmarks in Georgia
In Georgia gibt es 49 solcher Kulturdenkmale, die in der folgenden Liste vollständig verzeichnet sind (Stand Januar 2017). Die Denkmale sind über 24 der insgesamt 159 Countys in Georgia verteilt.
Um die Konsistenz mit der Liste des National Park Service zu wahren, sind die Einträge in den folgenden Listen in derselben Reihenfolge und unter demselben Namen verzeichnet. Die Tabellenspalte links außen gibt mit einem Farbcode den Hinweis, welche Auszeichnungskategorie des National Park Systems für den jeweiligen Eintrag gilt.
|      | Legende des Farbcodes               |
| ---- | ----------------------------------- |
| NHL  | National Historic Landmark          |
| NHLD | National Historic Landmark District |
| NHS  | National Historic Site              |
| NMP  | National Military Park              |
| NBP  | National Battlefield Park           |
| NMON | National Monument                   |

| [ 5 ] | Name                                                                                          | Bild | Eintragsdatum                          | Lage                                                                                                | County            | Beschreibung |
| ----- | --------------------------------------------------------------------------------------------- | ---- | -------------------------------------- | --------------------------------------------------------------------------------------------------- | ----------------- | --- |
| 1     | Bellevue                                                                                      |      | 7. Nov. 1973                           | LaGrange, 204 Ben Hill Street 33° 2′ 30,4″ N, 85° 2′ 22,4″ W                                        | Troup County      | Wohnhaus des Senators Benjamin Harvey Hill; Beispiel der klassizistischen Greek-Revival-Architektur Nordamerikas; erbaut 1853–55. |
| 2     | Stephen Vincent Benét House                                                                   |      | 11. Nov. 1971                          | Augusta, Summerville campus, Augusta University 33° 28′ 32,9″ N, 82° 1′ 26,7″ W                     | Richmond County   | Ursprünglich Wohnhaus des Kommandanten des Augusta Arsenals, erbaut 1827–29; der Dichter Stephen Vincent Benét lebte und arbeitete hier. |
| 3     | Calhoun Mine                                                                                  |      | 7. Nov. 1973                           | Dahlonega 34° 29′ 31,3″ N, 83° 58′ 55,7″ W                                                          | Lumpkin County    | Auf dem Gelände wurde 1828 Gold gefunden, was zu einem Goldrausch in Georgia führte – und zur Vertreibung der Cherokee-Indianer-Nation, der das Gebiet vertraglich zugesprochen war (Cherokee Removal, vgl. Pfad der Tränen); schließlich im Besitz von Senator John C. Calhoun, der eine Minengesellschaft gründete; im 19. Jahrhundert eine der ertragreichsten Goldminen Georgias. |
| 4     | Carmichael House                                                                              |      | 7. Nov. 1973                           | Macon, 1183 Georgia Avenue 32° 50′ 28,7″ N, 83° 38′ 15,5″ W                                         | Bibb County       | Wohnhaus erbaut in den 1840er Jahren, exemplarisch für den Greek-Revival-Stil. |
| 5     | Central of Georgia Railroad Shops and Terminal (1976: Central of Georgia Depot and Trainshed) |      | 8. Dez. 1976 erweitert 6. Februar 1978 | Savannah, West Broad Street und Railroad Avenue 32° 4′ 32,6″ N, 81° 6′ 4,5″ W                       | Chatham County    | Distrikt mit Bahnhofsgebäuden, Versorgungs- und Reparatureinrichtungen sowie Geschäften der Central of Georgia Railroad, amerikaweit besterhaltene Antebellum-Eisenbahn-Reparaturanlage. 1976 wurde zunächst der Bahnhof selbst als NHL ausgezeichnet (erbaut 1860), 1978 wurde der Distrikt um die übrigen erhaltenen Gebäude erweitert. |
| 6     | Chieftains (Major Ridge Home)                                                                 |      | 7. Nov. 1973                           | Rome, Riverside Parkway 501 34° 16′ 37,6″ N, 85° 10′ 12,7″ W                                        | Floyd County      | Wohnhaus des Chieftain der Cherokee Nation, Major Ridge. Ridge war maßgeblicher Unterzeichner des Vertrags von New Echota 1835, der die Vertreibung der Indianer aus Georgia besiegelte. |
| 7     | College Hill (George Walton House)                                                            |      | 11. Nov. 1971                          | Augusta, 2216 Wrightsboro Road 33° 28′ 2,5″ N, 82° 0′ 54,8″ W                                       | Richmond County   | Wohnhaus von George Walton, Unterzeichner der Unabhängigkeitserklärung der Vereinigten Staaten und mehrfach Gouverneur Georgias. |
| 8     | Columbus Historic Riverfront Industrial District                                              |      | 2. Juni 1978                           | Columbus 32° 29′ 50,7″ N, 84° 59′ 38,2″ W                                                           | Muscogee County   | Eine der signifikantesten Industrieansiedlungen der Südstaaten-Mühlentechnologie des 19. Jahrhunderts; umfasst fünf historische Industrieanlagen (City Mills Company, Columbus Iron Works, Columbus Plant of the Bibb Company, Eagle and Phenix Mills, Muscogee Mills) verteilt auf vier separate Standorte am Ostufer des Chattahoochee Rivers; die ältesten industriellen Bauwerke des historischen Distrikts stammen aus den 1830er Jahren. |
| 9     | Dixie Coca-Cola Bottling Company Plant                                                        |      | 4. Mai 1983                            | Atlanta, 125 Edgewood Avenue 33° 45′ 15,7″ N, 84° 23′ 3,1″ W                                        | Fulton County     | Erbaut 1891, war Firmensitz und Abfüllbetrieb der Dixie Coca-Cola Bottling Company, der Ort, an dem die Umwandlung von Coca-Cola zum Soft-Drink-Massenprodukt ihren Anfang nahm. |
| 10    | Dorchester Academy Boys’ Dormitory                                                            |      | 20. Sep. 2006                          | Midway, 8787 East Oglethorpe Highway 31° 48′ 2″ N, 81° 27′ 56″ W                                    | Liberty County    | Nominiert und als NHL ausgezeichnet wegen der bedeutenden Rolle, die das Gebäude als Hauptquartier für das Citizen Education Program (Aufklärung der African Americans über ihre Bürgerrechte, insbesondere das Wahlrecht) der Southern Christian Leadership Conference zwischen 1961 und 1970 spielte, und aufgrund der Verbindung zur Bürgerrechtlerin Septima P. Clark, die das Unterrichts-Programm ausarbeitete. |
| 11    | Etowah Mounds                                                                                 |      | 19. Juli 1964                          | Cartersville, 813 Indian Mound Road Southeast 34° 7′ 30″ N, 84° 48′ 28″ W                           | Bartow County     | 6 Begräbnishügel (Mounds) verschiedener präkolumbianischer Indianer-Kulturen; Artefakte lassen auf Besiedlung zwischen 1000 und 1550 schließen. |
| 12    | Fort James Jackson                                                                            |      | 16. Feb. 2000                          | Savannah, 1 Fort Jackson Road 32° 4′ 54,8″ N, 81° 2′ 10″ W                                          | Chatham County    | Küstenfestung, erbaut 1808–1812 zur Verteidigung Savannahs und seines Hafens; das älteste bestehende Fort Georgias. |
| 13    | Fox Theatre                                                                                   |      | 11. Mai 1976                           | Atlanta, 660 Peachtree Street NE 33° 46′ 21,5″ N, 84° 23′ 6″ W                                      | Fulton County     | Einer der letzten noch bestehenden Filmpaläste der 1920er Jahre in den USA; ursprünglich Kino, inzwischen Veranstaltungsort, Konzertpalast. |
| 14    | Governor’s Mansion                                                                            |      | 7. Nov. 1973                           | Milledgeville, 120 South Clarke Street 33° 4′ 47,5″ N, 83° 13′ 55″ W                                | Baldwin County    | Erbaut 1839, eines der besten Beispiele für die Greek-Revival-Architektur der amerikanischen Südstaaten. Regierungssitz bis 1868, seit 1889 im Besitz der Georgia College and State University in Milledgeville. |
| 15    | Henry W. Grady House                                                                          |      | 11. Mai 1976                           | Athens, 634 Prince Avenue 33° 57′ 42″ N, 83° 23′ 17,8″ W                                            | Clarke County     | Wohnhaus in Greek-Revival-Architektur; 1863 von Henry W. Grady erworben, dem einflussreichen Journalisten der Zeitung Atlanta Constitution, der mit seinem Wirken die Reform der Südstaaten nach dem Bürgerkrieg forcierte. |
| 16    | Green-Meldrim House                                                                           |      | 11. Mai 1976                           | Savannah, 14 West Macon Street 32° 4′ 26″ N, 81° 5′ 41″ W                                           | Chatham County    | Erbaut 1853–61; eines der signifikantesten Beispiele für die Gothic-Revival-Architektur der Südstaaten. |
| 17    | Joel Chandler Harris House (The Wren’s Nest)                                                  |      | 19. Dez. 1962                          | Atlanta, 1050 Ralph D. Abernathy Boulevard (früher: Gordon Street) 33° 44′ 15,5″ N, 84° 25′ 19,9″ W | Fulton County     | Wohnhaus von Joel Chandler Harris von 1881 bis 1908, einem Journalisten der Zeitung Atlanta Constitution, bekannt als Autor der Uncle-Remus-Geschichten. |
| 18    | Hay House (Johnston-Felton-Hay House)                                                         |      | 7. Nov. 1973                           | Macon, 934 Georgia Avenue 32° 50′ 25,2″ N, 83° 38′ 1″ W                                             | Bibb County       | Erbaut 1855 bis 1859; Villa im Stil der Neorenaissance. |
| 19    | Herndon Home                                                                                  |      | 16. Feb. 2000                          | Atlanta, 587 University Places NW 33° 45′ 20,9″ N, 84° 24′ 24,7″ W                                  | Fulton County     | Wohnhaus von Alonzo Franklin Herndon, einem der ersten schwarzen Millionäre, Gründer der Atlanta Lebensversicherungsgesellschaft. |
| 20    | Historic Augusta Canal and Industrial District (Augusta Canal)                                |      | 22. Dez. 1977                          | Augusta 33° 33′ 5,5″ N, 82° 2′ 19,3″ W                                                              | Richmond County   | Erbaut 1845/46, erweitert 1874–77; der Kanal diente dazu, 4 Wassermühlen (die zum NHL-Distrikt gehören) anzutreiben, Güter zu transportieren und die kommunale Wasserversorgung von Augusta zu gewährleisten. |
| 21    | Jekyll Island Historic District                                                               |      | 2. Juni 1978                           | Jekyll Island 31° 3′ 38″ N, 81° 25′ 19″ W                                                           | Glynn County      | Der Distrikt umfasst ein Ensemble von Ferienvillen des Jekyll Island Club, begründet 1886; ursprünglich ein elitärer privater Jagd-Club einiger der weltweit reichsten Familien. |
| 22    | Martin Luther King Jr. National Historic District                                             |      | 5. Mai 1977, erweitert: 10. Okt. 1980  | Atlanta, 450 Auburn Avenue, NE 33° 45′ 18″ N, 84° 22′ 19,9″ W                                       | Fulton County     | Würdigung der herausragenden Bedeutung Martin Luther Kings für die Geschichte der amerikanischen Gesellschaft, umfasst u. a.: Kings Geburtshaus, die Ebenezer Baptist Church, Ort seines pastoralen Wirkens, sowie seine Grabstätte und weitere Gebäude und Einrichtungen; National Historic Landmark District seit 1977, National Historic Site seit 1980. |
| 23    | Kolomoki Mounds                                                                               |      | 19. Juli 1964                          | Blakely, Kolomoki Mounds State Park 31° 28′ 17″ N, 84° 55′ 46″ W                                    | Early County      | 7 Ritualhügel (Mounds) präkolumbianischer Indianer-Kultur der Woodland-Periode, errichtet zwischen 350 und 600; eines der größten und ältesten Mound-Gelände in den Vereinigten Staaten. |
| 24    | Lapham-Patterson House                                                                        |      | 7. Nov. 1973                           | Thomasville, 626 North Dawson Street 30° 50′ 44,2″ N, 83° 58′ 58,7″ W                               | Thomas County     | Erbaut 1884–85; ungewöhnlich individuell und kreativ gestaltetes Wohnhaus, auffälliges Beispiel für Viktorianische Architektur. |
| 25    | Liberty Hall (Bachelor’s Hall)                                                                |      | 4. Mai 1983                            | Crawfordville, Alexander H. Stephens Memorial State Park 33° 33′ 28,4″ N, 82° 53′ 45,2″ W           | Taliaferro County | Wohnhaus von Alexander H. Stephens, Vizepräsident der Konföderierten Staaten von Amerika und nach dem amerikanischen Bürgerkrieg 50. Gouverneur von Georgia; erbaut 1872–75. |
| 26    | Juliette Gordon Low Historic District                                                         |      | 23. Juni 1965 erweitert 21. März 2006  | Savannah 32° 4′ 37,4″ N, 81° 5′ 32,9″ W                                                             | Chatham County    | Zum historischen Distrikt gehören 3 Anwesen im Zusammenhang mit Juliette Gordon Low, der Gründerin der Girl Scouts of the USA: (1) ihr Geburtshaus, das Wayne-Gordon House, erbaut 1818–21 (auch: Juliette Gordon Low Birthplace); (2) das First Girl Scout Headquarters, erster Treffpunkt der amerikanischen Pfadfinderinnen (auch: Andrew Low Carriage House), erbaut 1848–49; (3) das Andrew Low House, Wohnhaus von Juliette Gordon Low, erbaut 1848–49. Die ersten beiden Gebäude waren seit 1965 National Historic Landmark; 2006 wurde der Register-Eintrag, um das 3. Gebäude ergänzt, zum Distrikt erweitert. |
| 27    | New Echota                                                                                    |      | 7. Nov. 1973                           | Calhoun 34° 32′ 27″ N, 84° 54′ 34″ W                                                                | Gordon County     | Hauptstadt der Cherokee in Georgia (Cherokee-Nation) von 1825 bis zur Vertreibung der Indianer in den 1830er Jahren. |
| 29    | Old Medical College (Medical College of Georgia)                                              |      | 19. Juni 1996                          | Augusta, 598 Telfair Street 33° 28′ 13″ N, 81° 57′ 47″ W                                            | Richmond County   | Erbaut 1835 für das Medical College of Georgia; ausgezeichnet als NHL für die auffällige Greek-Revival-Architektur sowie für die Rolle, die das College im Zusammenhang mit der Standardisierung ärztlicher Tätigkeiten spielte. |
| 28    | Octagon House (May’s Folly)                                                                   |      | 7. Nov. 1973                           | Columbus, 527 First Avenue 32° 27′ 22,5″ N, 84° 59′ 31,8″ W                                         | Muscogee County   | Oktagon-Haus; erbaut um 1830, zum achteckigen Bau erweitert 1863. |
| 30    | Owens-Thomas House                                                                            |      | 11. Mai 1976                           | Savannah, 124 Abercorn Street 32° 4′ 38,6″ N, 81° 5′ 21,8″ W                                        | Chatham County    | Wohnhaus, erbaut 1816–19, als NHL ausgezeichnet, weil es mit der bewussten Orientierung an der damaligen klassizistischen Bauweise in England als hervorragendes und typisches Beispiel der englischen Regency-Architektur gilt; Teil des Telfair Museum of Art. |
| 31    | Pine Mountain State Park                                                                      |      | 26. Sep. 1997                          | Pine Mountain, 2970 Georgia Highway 190 32° 50′ 16,3″ N, 84° 48′ 56,5″ W                            | Harris County     | Großes Erholungs- und Sportgelände bei Pine Mountain und in der Nähe von Warm Springs; als NHL ausgezeichnet wegen der Bedeutung durch die regelmäßigen Erholungsaufenthalte des amerikanischen Präsidenten Franklin Delano Roosevelt hier; westlicher Teil des F. D. Roosevelt State Park. |
| 32    | John Ross House                                                                               |      | 7. Nov. 1973                           | Rossville, 200 East Lake Avenue 34° 58′ 52″ N, 85° 17′ 5,2″ W                                       | Walker County     | Wohnhaus des Cherokee-Häuptlings Chief John Ross. |
| 33    | St. Catherine’s Island                                                                        |      | 16. Dez. 1969                          | South Newport 31° 37′ 50″ N, 81° 9′ 37″ W                                                           | Liberty County    | Sea Island vor der Atlantikküste Georgias; von 1566 bis 1684 spanische Missionsstation Santa Catalina; 1765 Wohnplatz und Plantage von Button Gwinnett, einem der Unterzeichner der Unabhängigkeitserklärung; bedeutende archäologische Stätte (indianische Mounds, Überreste der spanischen und amerikanischen Besiedlung). |
| 34    | Savannah Historic District                                                                    |      | 13. Nov. 1966                          | Savannah 32° 4′ 28″ N, 81° 5′ 30″ W                                                                 | Chatham County    | Innenstadt von Savannah; als NHL ausgezeichnet wegen der einzigartigen Planung und Anlage der Stadt durch James Oglethorpe. |
| 35    | William Scarbrough House                                                                      |      | 7. Nov. 1973                           | Savannah, 41 Martin Luther King, Jr., Boulevard 32° 4′ 52,2″ N, 81° 5′ 50,2″ W                      | Chatham County    | Wohnhaus in Greek-Revival-Architektur; Bau abgeschlossen 1819. |
| 36    | Springer Opera House                                                                          |      | 2. Juni 1978                           | Columbus, 103 Tenth Street 32° 27′ 54,2″ N, 84° 59′ 28,6″ W                                         | Muscogee County   | Eröffnet 1871; historisches Theater, dessen Original-Architektur im Wesentlichen erhalten wurde. |
| 37    | Stallings Island                                                                              |      | 20. Jan. 1961                          | Augusta, Fluss-Insel im Savannah River 33° 33′ 39″ N, 82° 2′ 47″ W                                  | Columbia County   | Archäologische Stätte mit Überresten der Archaischen Kulturen im Südwesten der USA; die ältesten gefundenen Überreste weisen eine Besiedlung zwischen 2600 und 2000 v.C. nach. |
| 38    | Georgia State Capitol                                                                         |      | 7. Nov. 1973                           | Atlanta, 206 Washington Street 33° 44′ 57″ N, 84° 23′ 17,9″ W                                       | Fulton County     | Regierungssitz und Parlament Georgias, Bau abgeschlossen 1889; NHL aufgrund seiner architektonischen und historischen Bedeutung. |
| 39    | Stone Hall, Atlanta University (Fairchild Hall; Fountain Hall)                                |      | 2. Dez. 1974                           | Atlanta, Morris Brown College Campus 33° 45′ 16″ N, 84° 24′ 31″ W                                   | Fulton County     | Bau abgeschlossen 1882; NHL weil das Äußere des Gebäudes seither fast unverändert erhalten blieb und wegen der historischen Bedeutung der früheren Atlanta University für die akademische Bildung der schwarzen Bevölkerung. |
| 40    | Sweet Auburn Historic District                                                                |      | 8. Dez. 1976                           | Atlanta, östlich von Downtown Atlanta 33° 45′ 17″ N, 84° 22′ 53″ W                                  | Fulton County     | Historisches Stadtviertel der Afroamerikaner in Atlanta. |
| 41    | Telfair Academy of Arts and Sciences                                                          |      | 11. Mai 1976                           | Savannah, 121 Barnard Street 32° 4′ 44″ N, 81° 5′ 43″ W                                             | Chatham County    | Stadtvilla, erbaut 1818, als NHL ausgezeichnet aufgrund der auffälligen Architektur und der erhaltenen Inneneinrichtung, architektonisch überzeugende Integration des Wohnhauses als Eingangsbereich in den späteren Anschlussbau des Museums; ältestes Kunstmuseum im amerikanischen Südwesten seit 1886, Teil des Telfair Museum of Art. |
| 42    | Robert Toombs House                                                                           |      | 7. Nov. 1973                           | Washington, 216 East Robert Toombs Avenue 33° 44′ 10,2″ N, 82° 44′ 1,9″ W                           | Wilkes County     | Wohnhaus von Robert Toombs, US-Senator, Außenminister der Konföderierten Staaten von Amerika sowie Brigadegeneral der Confederate States Army im Amerikanischen Bürgerkrieg. |
| 43    | Traveler’s Rest                                                                               |      | 29. Jan. 1964                          | Toccoa, 4339 Riverdale Road 34° 36′ 33,3″ N, 83° 14′ 19,6″ W                                        | Stephens County   | Typisches Wirtshaus im gut erhaltenen architektonischen Zustand des 19. Jahrhunderts, erbaut zwischen 1816 und 1825; bedeutend auch als Beispiel für die (gegen die Indianer gerichtete) Besiedlung des Nordostens von Georgia. |
| 44    | Tupper-Barnett House                                                                          |      | 7. Nov. 1973                           | Washington, 101 West Robert Toombs Avenue 33° 44′ 14,3″ N, 82° 44′ 27,7″ W                          | Wilkes County     | Villa erbaut um 1832; um 1860 umgebaut zu einem der wichtigsten Beispiele der Greek-Revival-Architektur der Vereinigten Staaten. |
| 45    | U.S. Post Office and Courthouse (Elbert Parr Tuttle U.S. Court of Appeals Building)           |      | 21. Juli 2015                          | Atlanta, 76 Forsyth Street 33° 45′ 23,2″ N, 84° 23′ 25″ W                                           | Fulton County     | Klassizistisches Gebäude (Neorenaissance), Stätte des Eleventh Circuit Court of Appeals (bis 1981 Fifth Circuit Court of Appeals), wo viele entscheidende Bürgerrechts-Prozesse zuerst behandelt und entschieden wurden. |
| 46    | George Walton House (Meadow Garden)                                                           |      | 21. Dez. 1981                          | Augusta, 1320 Independence Drive 33° 28′ 25,5″ N, 81° 58′ 47,2″ W                                   | Richmond County   | Wohnhaus von George Walton, dem jüngsten Unterzeichner der Unabhängigkeitserklärung der Vereinigten Staaten, Gouverneur und Senator für Georgia. |
| 47    | Warm Springs Historic District                                                                |      | 16. Jan. 1980                          | Warm Springs 32° 52′ 51″ N, 84° 41′ 7″ W                                                            | Meriwether County | Historischer Distrikt aufgrund der Bedeutung durch die regelmäßige Anwesenheit des US-Präsidenten Franklin Delano Roosevelt; zum Ensemble gehört u. a. sein Little White House und das Roosevelt Warm Springs Institute for Rehabilitation. |
| 48    | Thomas E. Watson House (Hickory Hill)                                                         |      | 11. Mai 1976                           | Thomson, 502 Hickory Hill Drive 33° 28′ 15,4″ N, 82° 30′ 43,5″ W                                    | McDuffie County   | Wohnhaus des Mitbegründers der Populist Party und Präsidentschafts-Kandidaten 1904 und 1908, Thomas E. Watson. |
| 49    | Woodrow Wilson Boyhood Home                                                                   |      | 6. Okt. 2008                           | Augusta, 419 Seventh Street 33° 28′ 18″ N, 81° 57′ 54,2″ W                                          | Richmond County   | Wohnhaus des späteren amerikanischen Präsidenten Woodrow Wilson von 1860 bis 1872. |

## Historische Monumente in Georgia
In Georgia gibt es acht solcher Gebiete, die vom National Park Service im Anhang der Landmark-Liste für Maryland genannt werden (Stand 2017), eines davon ist auch ein National Historic Landmark und in der Liste oben bereits verzeichnet: die Martin Luther King Jr. National Historic Site. Die sieben anderen sind:
| [ 62 ] | Name                                                                                                | Bild | Eintragsdatum | Lage | County                                     | Beschreibung |
| ------ | --------------------------------------------------------------------------------------------------- | ---- | ------------- | --- | ------------------------------------------ | --- |
| 1      | Andersonville National Historic Site (Camp Sumter, Andersonville National Cemetery and Prison Park) |      | 16. Okt. 1970 | Andersonville, National Prisoner of War Museum, 496 Cemetery Road 32° 11′ 40,9″ N, 84° 7′ 44,2″ W | Macon County                               | Kriegsgefangenenlager der Konföderierten Staaten von Amerika im Amerikanischen Bürgerkrieg, eingerichtet 18 Monate vor dem Ende des Kriegs; das Lager war auf die Aufnahme von 10000 Gefangenen ausgerichtet, musste aber für ein Maximum von mehr als 30000 Gefangenen gleichzeitig dienen; in der kurzen Zeit seiner Existenz erlagen fast 13000 Gefangene den unmenschlichen Bedingungen. |
| 2      | Chickamauga and Chattanooga National Military Park                                                  |      | 19. Aug. 1890 | Chickamauga, Georgia, Besucherzentrum: Fort Oglethorpe, 3370 LaFayette Road 34° 56′ 25,7″ N, 85° 15′ 34,8″ W und Chattanooga, Tennessee, Besucherzentrum: Lookout Mountain, 110 Point Park Road 35° 0′ 35,2″ N, 85° 20′ 37,9″ W | Catoosa County, Dade County, Walker County | Schauplatz zweier entscheidender Schlachten des amerikanischen Bürgerkriegs, der Schlacht am Chickamauga im September 1863 – dem letzten Sieg einer konföderierten Armee in offener Feldschlacht – und der Schlacht von Chattanooga im November 1863, bei denen es den Unionstruppen letztlich gelang, die Armee der Konföderation von der Einnahme Chattanoogas abzuhalten. |
| 3      | Fort Frederica National Monument                                                                    |      | 26. Mai 1936  | St. Simons Island, 6515 Frederica Road 31° 13′ 26″ N, 81° 23′ 36″ W | Glynn County                               | Strategisch bedeutende Befestigungsanlage in der Auseinandersetzung der beiden Kolonialmächte Großbritannien und Spanien Mitte des 18. Jahrhunderts um die Vorherrschaft im Süden Nordamerikas und der Karibik und um den Besitz der Kolonie Province of Georgia, insbesondere im War of Jenkins’ Ear (1739–1742); erbaut 1736 unter James Oglethorpe, nach dem Ende des Kriegs ab 1748/49 ohne militärische Bedeutung, 1758 wurden große Teile des Forts in einem Brand zerstört, endgültig aufgegeben 1763; archäologische Ausgrabungen und Rekonstruktionen seit 1947.    |
| 4      | Fort Pulaski National Monument                                                                      |      | 15. Okt. 1924 | Savannah, Cockspur Island, U.S. Highway 80 32° 1′ 38″ N, 80° 53′ 25″ W | Chatham County                             | Baubeginn 1829 als Fort zur Küstenverteidigung, nach den Erfahrungen der Verwundbarkeit durch Angriffe von See im Britisch-Amerikanischen Krieg von 1812; bei Bauabschluss 1847 eine der mächtigsten – und teuersten – militärischen Anlagen der USA in dieser Zeit. Im amerikanischen Bürgerkrieg zeigte sich, dass die Befestigung moderner Waffentechnik nicht mehr gewachsen war, Einnahme des Forts durch Belagerungstruppen der Nordstaaten 1862 nach 30-stündigem Dauerbeschuss, anschließend ohne militärische Bedeutung.                                            |
| 5      | Jimmy Carter National Historic Site                                                                 |      | 23. Dez. 1987 | Plains, 300 North Bond Street 32° 2′ 12,3″ N, 84° 23′ 33,3″ W | Sumter County                              | Gelände und Gebäude rund um den Wohnsitz des ehemaligen amerikanischen Präsidenten Jimmy Carter, dazu gehören u. a. das Farmhaus der Jugendzeit, die Schule, sowie der örtliche Bahnhof, der 1976 als Hauptquartier der Präsidentschaftskampagne Carters diente. Die ehemalige Schule dient als Museum und Besucherzentrum. |
| 6      | Kennesaw Mountain National Battlefield Park                                                         |      | 8. Feb. 1917  | Kennesaw, 900 Kennesaw Mountain Drive 33° 58′ 59″ N, 84° 34′ 41″ W | Cobb County                                | Gebiet entscheidender Truppenbewegungen im amerikanischen Bürgerkrieg im Juni und Juli 1864 im Rahmen des Atlanta-Feldzugs; bei der einzigen frontalen Auseinandersetzung, der verlustreichen Schlacht von Kennesaw Mountain am 27. Juni 1864, standen etwa 100000 Soldaten der Unionstruppen einer etwa halb so starken Armee der Konföderierten gegenüber. Die Schlacht endete mit einem taktischen Sieg der Konföderierten, strategisch war aber der Weg nach Atlanta für die Nordstaaten-Armee unter General William T. Sherman durch Umgehungsbewegungen frei geworden. |
| 7      | Ocmulgee National Monument                                                                          |      | 14. Juni 1934 | Macon, 1207 Emery Highway 32° 50′ 33,3″ N, 83° 36′ 13,5″ W | Bibb County                                | Archäologische Stätte mit Erdbauten (Mounds) und anderen Überresten prähistorischer Indianer-Kulturen (Mississippi-Kultur), datiert zwischen 950 und 1150; vereinzelt wesentlich älter zu datierende Fundstücke paläoindianischer Kulturen und aus der Archaischen Periode; nach 1700 große Siedlung der Muskogee. Ab 1933 fanden umfangreiche Ausgrabungen und Erdbau-Rekonstruktionen im Rahmen von Arbeitsbeschaffungsmaßnahmen der Works Progress Administration statt.                                                                                                  |